# Laemonema nana
Laemonema nana är en fiskart som beskrevs av Taki, 1953. Laemonema nana ingår i släktet Laemonema och familjen Moridae. Inga underarter finns listade i Catalogue of Life.